# Johanne Feilberg
Johanne Cathrine Feilberg, född 1864, död 1951, var en norsk läkare.
Feilberg var den andra kvinnliga läkaren i Norge. Hon specialiserade sig på kvinno- och barnsjukdomar och hade från 1899 egen praktik i Kristiania. Hon var i många år medlem av statens tillsynskommitté för barnhem och satt 1905–1907 i Kristianias kommunstyrelse.